# Kedungsekar
Kedungsekar is een bestuurslaag in het regentschap Gresik van de provincie Oost-Java, Indonesië. Kedungsekar telt 3121 inwoners (volkstelling 2010).